# Dichromia mutilata
Dichromia mutilata là một loài bướm đêm trong họ Erebidae.